# Mohamed Kedir
Mohamed Kedir, född den 18 september 1953, är en etiopisk friidrottare inom långdistanslöpning.
Han tog OS-brons på 10 000 meter vid friidrottstävlingarna 1980 i Moskva. 